# ویلیام ویرت آدامز
ویلیام ویرت آدامز (William Wirt Adams) (زادهٔ ۱۸۱۹ – درگذشتهٔ ۱۸۸۸)، بانکدار، مزرعه‌دار، قانون‌گذار ایالتی و سرتیپ در ارتش ایالات مؤتلفه بود.

## اوایل زندگی
آدامز در فرانکفورت، کنتاکی زاده شد، والدین وی انا ویسیجر آدامز و قاضی جورج آدامز (دوست شخصی دولت‌مرد و سخنور آمریکایی هنری کلی) بودند. وی برادر دانیل ویسیجر آدامز بود، کسی که در آینده به یک ژنرال در جنگ داخلی آمریکا مبدل شد. در ۱۸۲۵ میلادی، خانواده وی نقل مکان نموده و در نچیز، می‌سی‌سی‌پی ساکن شدند. پدر وی از ۱۸۳۶ تا ۱۸۳۹ میلادی به عنوان قاضی ناحیه در ایالت می‌سی‌سی‌پی خدمت کرد. ویلیام در کالج بارداستاون واقع در شهر بارداستاون، کنتاکی پذیرفته شد. پس از اتمام کالج در ۱۸۳۹ میلادی، او به عنوان سرباز وظیفه از جمهوری تگزاس تحت فرماندهی ادوارد بورلسون برای خدمت نظامی ثبت نام کرد، به عنوان آجودان هنگ مأموریت دریافت نموده و در لشکرکشی‌های نظامی به شمال‌شرق تگزاس در مقابل آمریکاییان بومی ساکن در آنجا، شرکت داشت.
او به می‌سی‌سی‌پی بازگشت و در ۱۸۵۰ میلادی با سالی هوگر مایارانت ازدواج کرد. در آنجا، آنها به حرفه بانکداری و کشاورزی – با به‌کارگیری از برده‌ها – در شهرهای جکسون، می‌سی‌سی‌پی و ویکسبرگ، می‌سی‌سی‌پی پرداختند. او از ۱۸۵۰ تا ۱۸۶۱ میلادی به‌طور موفقیت تجارت‌ها و برده‌های خود را مدیریت می‌کرد و از ۱۸۵۸ تا ۱۸۶۰ میلادی برای دو دوره در مجلس نمایندگان ایالتی می‌سی‌سی‌پی خدمت کرد.

## خدمت در ارتش ایالات مؤتلفه
در ۱۸۶۱ میلادی، زمانی که می‌سی‌سی‌پی خواهان تجزیه از اتحادیه شد، آدامز به عنوان عضو یک کمیسیون از می‌سی‌سی‌پی به لوئیزیانا فرستاده شد. در این سمت خود، او به جدایی لوئیزیانا از اتحادیه نیز کمک کرد. در فوریه همان سال، ایالات مؤتلفه آمریکا در مانتگامری، آلاباما تشکیل شد. رئیس‌جمهور جفرسون دیویس، سمت مسئول عمومی خدمات پُستی را در کابینه به آدامز پیشنهاد کرد، اما وی این سمت را رد کرد.
پس از تسویه حساب منافع بانکداری خود، او یک هنگ سواره نظام «ویرت آدامز» را در اوت ۱۸۶۱ میلادی به عنوان بخشی از ارتش ایالات مؤتلفه در ممفیس، تنسی ساخت و نام‌نویسی را آغاز کرد. چندی بعد در ماه سپتامبر همان سال، به فرماندهی وی دستور داده شد تا به کلمبوس، کنتاکی رفته و از آنجا در ماه اکتبر به مرکز فرماندهی ژنرال آلبرت سیدنی در بولینگ گرین، کنتاکی برود. در آنجا، آنها همراه با ارتش مؤتلفه، به عنوان در نبردی جنگیدند که منتج به عقب‌نشینی آنها به نشویل، تنسی و متعاقباً به کورینت، می‌سی‌سی‌پی شد. بعدها در نبرد شایلو، آنها در راست‌ترین جناح پیاده‌نظام مستقر گردیده بوده و در کنار رود تنسی در قلعه گریر جنگیدند. در هنگام محاصره کورینت، آنها مشغول به وظیفه دیده‌بانی بودند. پس از آن، چهار گروهان هنگ آنها به‌طور تهاجمی حمله نموده و عناصر ارتش اتحادیه را تا دو مایل در نزدیکی بونویل، می‌سی‌سی‌پی تعقیب کردند.
آدامز که به عنوان سرهنگ در کنار ژنرال استرلینگ پرایز خدمت می‌کرد، بعدها هنگ خود را با هنگ دیگری از ایالت آرکانزاس تحت فرماندهی سرهنگ ویلیام اف. سلیمونز در ایوکا، می‌سی‌سی‌پی ملحق کرد. هنگام ترک کردن ژنرال پرایز، آدامز یک واگن‌های پُر از مهمات نیروهای ارتش اتحادیه را در کورینت دستگیر کرد. دستورهایی که وی داشت، او را به سوی شهرستان واشینگتن، می‌سی‌سی‌پی هدایت کرد. در آنجا، او از مزرعه‌های محلی محافظت نموده و تحرکات قوا در داخل و حومه ویکسبرگ را زیر نظر داشت. پس از سقوط ویکسبرگ، هم هنگ وی هم سواره نظام ۲۸ می‌سی‌سی‌پی از هم پاشیده و واحدهای را نظارت می‌کردند که تحت فرماندهی ژنرال ویلیام تکامسه شرمن در حال پیشروی به مواضع تحت تسلط ایالت مؤتلفه بودند.
آدامز در سپتامبر ۱۸۶۳ میلادی به درجه نظامی سرتیپ ترفیع نموده و به عنوان فرمانده تیپ‌ی گماشته شد که از هنگ خود وی و هنگ سرهنگ لوگان تشکیل شده بود. در فوریه ۱۸۶۴، او دستور دریافت نمود تا به پیشروی‌های ژنرال شرمان در مریدیان، می‌سی‌سی‌پی حمله کند. در نزدیکی پایان جنگ، او در کنار ژنرال نیتن بدفورد فارست در آلاباما خدمت می‌کرد. او و هنگ وی در ۴ مه ۱۸۶۵ در نزدیکی ایستگاه رامزی در شهرستان سومتر، آلاباما تسلیم شدند. پیام خداحافظی وی دو روز بعد به فرماندهی‌اش ارایه گردید. قول شرف وی منتسب به ۱۲ مه ۱۸۶۵ در گینسویل، آلاباما است.

## اواخر زندگی و مرگ
پس از پایان جنگ داخلی آمریکا، آدامز در ویکسبرگ و جکسون، می‌سی‌سی‌پی مسکن گزین شد. در ۱۸۸۰ میلادی، او به عنوان مسئول عایدات ایالت می‌سی‌سی‌پی گماشته شد. وی در ۱۸۸۵ میلادی از سمت خود کنار رفت و سمت مسئول پُست جکسون که از سوی رئیس‌جمهوری گروور کلیولند انتصاب یافته بود، پذیرفت.
آدامز در ۱۸۸۸ میلادی از سوی جان اچ. مارتین، دبیر روزنامه نیو میسیسیپین (New Mississippian) که طرفدار وفادار منع مسکرات و دادخواه اصلاحات بود، مورد حملات متعدد قرار گرفت. آدامز، علاوه بر سایر موارد، به‌خاطر این مورد نکوهش مارتین قرار گرفت که در پرونده قتل سرهنگ جونز اس. همیلتون شاهد شخصیتی بود و باعث شد تا وی در نهایت از اتهام قتل رودریک دی. گرامبر دبیر روزنامه فوق و همکار مارتین در یک دوئل جاده‌ای، تبرئه شود. آدامز زمانی که در ۱ مه ۱۸۸۸ در جاده پرزیدنت در جکسون با یک مرد دیگر در حال قدم زدن بود، مارتین را دید که از جهت مخالف از نزدیکی گوشه جاده آمایت می‌آید. پس از یک مشاجره لفظی، هر دو مرد با استفاده از هفت تیر خود بر یکدیگر شلیک کردند، در این درگیری آدامز سه بار و مارتین شش بار شلیک نمودند. هر دو مرد تقریباً بلافاصله کشته شدند و آدامز در قلب و مارتین در سینه، پای و دست شلیک کردند. وی در گورستان گرینوود در جکسون به خاک سپرده شد.